# Калавада
Калавада (санскр. कालवाद, «времясловие», «доктрина Времени») — древнеиндийское мифопоэтическое учение, считавшее персонифицированное время (Кала) высшей силой, управляющей миром. Калавада была распространена в Индии в эпоху, когда индуизм ещё не сформировался, а классические философские системы не были чётко сформулированы. Калавада упоминается во многих древних и средневековых источниках, в частности, буддийских и джайнских. Калавада отождествляла время с Богом, что нашло отражение в шиваизме[уточнить]: одно из имён Шивы — Махакала (великое Время), а одно из имён супруги Шивы — Кали (женская форма Кала). Самостоятельные тексты калавады не дошли до нас, но в нескольких книгах «Махабхараты» присутствуют фрагменты, из которых можно составить представление о содержании данного учения.

## Калавада в Махабхарате
В Адипарве Санджая, утешая после завершения битвы на Курукшетре потрясённого гибелью сыновей и многочисленных родственников царя Дхритараштру, говорит: «Бытие и небытие, счастье и несчастье — всё это имеет свой корень во времени. Время приводит к зрелости существа, время их же уничтожает. Время вновь успокаивает время, сожигающее существа. Именно время изменяет в мире все благоприятные и неблагоприятные чувства и мысли. Время уничтожает все существа и создает их вновь. Время проходит неудержимо одинаково для всех существ. Зная, что те явления, которые уже прошли, или ещё не наступили, либо происходят в настоящий момент, — созданы временем, ты не должен терять свой разум».
В Дронапарве Кришна, явившись Арджуне во сне, успокаивает его такими словами: «Не повергай сердце своё в уныние, о Партха! Ибо время неодолимо! Время принуждает все существа идти по неизбежному течению. Отчего же это уныние твое? Скажи (мне) о том, о лучший из велеречивых! Мудрому не следует печалиться, ибо печаль — помеха делу. Человек, который предается печали, радует врагов и огорчает своих друзей, а сам он слабеет. Поэтому ты не должен печалиться!».
В Мокшадхарме, входящей в Шантипарву, Бхишма рассказывает Юдхиштхире о диалоге царя богов Шакры с побеждённым владыкой дайтьев Бали, в ходе которого Бали говорит собеседнику:

28. Некогда был я таким, как ты ныне; таким, как я ты будешь.
Не презирай моих поступков, дурных иль хороших.
29. Ведь в силу летучего (времени) человек достигает счастья — несчастья;
Силой того же летучего ты достиг (успеха), а не (своей) деятельностью, Шакра!
30. Кала вовремя меня уводит, тебя уведет тот же Кала,
Поэтому я не такой, как ты, и ты не такой, как я ныне.
31. Ни отцу, матери послушанье, ни богопочитанье,
Ни иное праведное поведение не обеспечит человеку счастья.
32. Ни знание, ни творение подвига, ни щедрость, ни друзья, ни домочадцы
Не могут спасти человека, мучимого Калой.
33. Даже сотнями уловок невозможно препятствовать приходу горя;
Несмотря на силу разума, ему противоборствовать люди не могут.
34. Для предназначенных быстробегущим (временем) к гибели нет спасенья;
В том беда, что ты воображаешь: «Я делатель», Шакра!
35. Если бы делатель был (действительно) делателем,
То никогда б он не мог быть сотворенным,
А так как делатель был сотворен, то не может он быть своих дел владыкой.
36. Силой времени я победил тебя (когда-то) и силой времени был побежден тобою.
Кала идет в идущих, все существа гонит Кала.
37. Грубым своим умом пралаи ты не понимаешь, Индра,
Хоть некоторые и превозносят тебя, будто бы ты достиг власти собственными делами.
38. Но как подобный мне, знающий развитие мира,
Пораженный Калой может скорбеть, впадать в заблужденье или даже просто колебаться?
39. Может ли разум мой, или мне подобного, пораженного Калой,
Погружаться в уныние, как разбитый корабль погружается (в волны)?
40. Я и ты, и другие — каждый становится владыкой суров;
Все идут по пути, пройденному сотнями Индр, Шакра.
41. Тебя тоже, труднооборного, сияющего высшим счастьем,
Как и меня, в приспевшее время погонит Кала.
42. Многие тысячи Индр, равно и (других) богов, в каждую югу
Преодолевает время, труднооборный Кала,
43. Ты же, достигнув этого состояния, о себе воображаешь слишком много,
(Мнишь) себя богом, дающим жизнь существам, великим Брамой!
44. Но ни для кого такое состояние не может быть незыблемым, вечным,
А ты ребяческим разумом — «Это мое!» — так считаешь.
45. Ты полагаешься на ненадежное, считаешь нестойкое стойким,
Хотя время одолевает все существа, владыка суров!
46. «Это мое!» — так на счастье власти ты в заблуждении смотришь.
И всё ж ни твоё такое (состоянье), ни наше, ни других не бывает прочным.
47. Перейдя от многих других, оно к тебе явилось,
Шаткое, оно (лишь) какое-то время с тобой пробудет, Васава!

В Маусалапарве Вьяса после гибели Кришны обращается к Арджуне с речью, в которой всевластие Времени описывается следующим образом: «Сила, ум, (духовный) пыл, способность к познанию существуют, о бхарата, в добрые времена, но они иссякают во времена противоположные. Корень тому — Время, (оно есть) семя мира, о Завоеватель богатств, и Время же снова вбирает в себя (сущее) по своей воле. Кто был силен, становится бессильным, кто был тогда властителем, подчиняется другим».

## Влияние Калавады
Я. В. Васильков утверждает, что идеи калавады оказали большое влияние на ранний индуизм вообще и на учение «Бхагавадгиты», в частности.Однако присущий калаваде фатализм противоречил общеиндийской концепции кармы, что, вероятно, и стало причиной растворения калавады в философии индуизма. Тем не менее, при интерпретации калавады возможно обойти утверждение о полной неизбежности заранее предопределённой последовательности событий . Так, М. И. Петрова указывает, что «если рассматривать любое учение с точки зрения того, что оно предлагает делать на практике, у последователей калавады (и это отмечают большинство исследователей) есть только два пути: либо полное бездействие, так как от человека ничего не зависит, и все, что должно с ним произойти, уже предрешено заранее, либо же действие, основанное на том, что диктует долг или обстоятельства, но отстраненное, незаинтересованное. В обоих случаях человек является лишь инструментом в руках высшей силы (времени, судьбы). Однако, несомненно, существует ещё и третий путь — путь правильного действия в надлежащее время. Многочисленные ссылки на него как раз относятся к тем случаям употребления слова кала, когда оно означает не абстрактное, а конкретное время, с которым также тесно связано понятие места деша (deśa): лишь действие, совершенное в подходящий момент в определённой точке пространства приводит к желаемому результату».